# Mollerusstraat 1 (Baarn)
Villa Johanna is een gemeentelijk monument aan de Mollerusstraat 1 in Baarn in de provincie Utrecht.
De villa die tussen 1875 en 1880 werd gebouwd staat op de hoek Laanstraat-Mollerusstraat. De voorgevel is naar de Mollerusstraat gericht, de ingang is in het rechter deel. Daar is in 1913 een serre gebouwd. Links is een driezijdige uitbouw. In het met lei gedekte dak zit een oeil-de-boeuf.